# Elitaryzm
Elitaryzm (elityzm) − pogląd, zgodnie z którym niektóre jednostki czy grupy są bardziej wartościowe od innych (np. ze względu na swoje urodzenie, umiejętności, wiedzę, majątek) i z tego powodu powinny zajmować uprzywilejowaną pozycję w społeczeństwie (należeć do elit). Elitaryzm stoi w opozycji do egalitaryzmu i pluralizmu, często też przeciwstawia się koncepcjom demokratycznym.
Elitaryzm jest poglądem politycznym i etycznym, a nie twierdzeniem co do rzeczywistej roli elit. Teorie analizujące rolę elit w polityce i społeczeństwie nazywane są teoriami elit.

## Elitaryzm oparty na cechach arbitralnych
Istnieje wiele typów poglądów elitarystycznych, w zależności od tego, które cechy uznaje się za wyróżniające i jakie znaczenie im się przypisuje. Wiele z tych poglądów uznaje się powszechnie za stanowiska nieetyczne, gdyż przyjęte przez nie cechy wyróżniające mają charakter nieistotny i w sposób arbitralny segregują społeczeństwo. Należą do nich koncepcje uznające, że kluczową cechą predestynującą do władzy czy szczególnego miejsca w społeczeństwie są m.in.:
- rasa człowieka – ten typ elitaryzmu nazywany jest rasizmem. Poglądy te znacząco różnią się między sobą, ponieważ nie istnieje spójna koncepcja rasy, mająca podłoże naukowe.
- religia,
- klasa czy stan społeczny – np. urodzenie w rodzinie szlacheckiej,
- atrakcyjność fizyczna,
- płeć – ten typ elitaryzmu nazywany jest seksizmem.

## Elitaryzm oparty na rozwoju osobistym
Obok elitaryzmu opartego na arbitralnych cechach istnieje również elitaryzm uznający, iż każdy człowiek ma potencjał do rozwoju, który może wykorzystać. Ci, którzy podejmą trud rozwoju, są uznawani za lepszych od innych i należą do elity, która powinna przewodzić w społeczeństwie. W zależności od tego, co uznaje się za warte rozwoju, rozróżnia się elitaryzm intelektualny (za czołową cechę uznający intelekt lub ewentualnie cnotę) i indywidualistyczny (za czołową cechę uznający wolę). Łączy je założenie, że podstawowym obowiązkiem człowieka jest dążenie do samorozwoju.
Elitaryzm intelektualny uznaje, że każdy człowiek ma potencjał do rozwoju cnót moralnych, w szczególności osobistego oświecenia. Tylko nieliczni jednak pracują nad swoim charakterem i osiągają wyżyny rozwoju moralnego. Elitaryzm intelektualny był ideałem wielu starożytnych filozofów. Różnili się jednak oni tym, co uznawali za cnotę (Areté), np. dla Sokratesa tym ideałem było poszukiwanie samowiedzy, natomiast Arystoteles czy stoicy przyjmowali bardziej rozbudowaną koncepcję cnót. Współcześnie taką postacią elitaryzmu jest pogląd, zgodnie z którym osoby dysponujące najlepszą wiedzą i umiejętnościami powinny sprawować władzę.
Elitaryzm indywidualistyczny uznaje, że tym, co wyróżnia członków elit od reszty społeczeństwa, jest dążenie do ustanowienia siebie jako odrębne i wyjątkowe indywiduum. Taka jednostka sama dla siebie ustala wzorce postępowania, a nie przejmuje je od tłumu, uznawanego za wtórny i bezmyślny. Głównym przedstawicielem takiego elitaryzmu jest Friedrich Nietzsche.

## Elitaryzm jako stanowisko polityczne
Elitaryzm jest częścią wielu doktryn politycznych, w szczególności konserwatyzmu, republikanizmu,  romantyzmu czy faszyzmu . Przeciwstawiany jest egalitaryzmowi, czyli poglądowi, zgodnie z którym ludzie są równi, i pluralizmowi, czyli poglądowi, zgodnie z którym ludzie są różni, jednak różnice te nie określają, które grupy mają większe prawo do dominacji czy rządzenia innymi. Poglądy elitarystyczne wiązane są najczęściej z doktrynami krytycznymi wobec demokracji czy otwarcie antydemokratycznymi.
Antydemokratyczny charakter ma np. doktryna faszystowska, która dzieli społeczeństwo na trzy grupy: wszechwładnego przywódcę (Führer czy Duce), elitę władzy złożoną z wojowników (którym w nazistowskich Niemczech miało być 
SS) oraz podległy im lud. Dodatkowo, doktryny faszystowskie miały charakter rasistowski, dzieląc ludy na te, które powinny dominować w świecie, i takie, które są przeznaczone do posłuchu. Skrajnie rasistowska doktryna nazistowska uznawała niektóre nacje za podludzi, którzy mieli być niewolnikami (Polacy) lub przeznaczeni byli do eksterminacji (Żydzi, Cyganie).
W socjologicznej teorii elit elitaryzm łączony jest często z poglądami demokratycznymi. Tacy socjolodzy jak Max Weber, Joseph Schumpeter czy Charles Wright Mills wskazywali, że demokracja jest ustrojem, w którym o władzę walczą elity wywodzące się z różnych grup społecznych. Elity nie są więc jednolite i pozycja poszczególnych jednostek w strukturach władzy nie jest gwarantowana.
Istotną częścią programu niektórych ruchów politycznych, szczególnie  populistycznych, jest antyelitaryzm. Dla populistów główny konflikt społeczny przebiega pomiędzy ludem (masami) a pewnymi elitami, które zawłaszczyły władzę.